# Sporidesmium vogelianum
Sporidesmium vogelianum är en svampart som beskrevs av Syd. 1910. Sporidesmium vogelianum ingår i släktet Sporidesmium, ordningen Pleosporales, klassen Dothideomycetes, divisionen sporsäcksvampar och riket svampar.   Inga underarter finns listade i Catalogue of Life.